# アマモ科
アマモ科（アマモか、甘藻科、海藻科、Zosteraceae）は、単子葉植物の科の1つで、海底に生える海草（かいそう、海藻とは同音異字、異義）の2-3属10種ほどを含む。アマモ、スガモなどが属する。
砂質の海底に繁茂し、多様な海洋生物の生息環境と食料を提供する。

## 形態
地下茎を伸ばして広がり、水中に細い帯状の葉をつける。花は水中で開き、水流によって媒介される花粉は糸状である。

## 分類・属
特徴のはっきりした分類群で、単子葉植物の1つの科としての存在は古くから認められていた。クロンキストはイバラモ目に含め、APG分類体系ではオモダカ目に属させる。
なお、海草には他にもトチカガミ科（ウミヒルモやウミショウブなど）やイトクズモ科（ウミジグサなど）等がある。
- Heterozostera
- Phyllospadix スガモ属 - スガモ、エビアマモ
- Zostera アマモ属  - アマモ、コアマモ、タチアマモ